# Pinhal de São Bento
Pinhal de São Bento là một đô thị thuộc bang Paraná, Brasil. Đô thị này có diện tích 96,855 km², dân số năm 2007 là 2598 người, mật độ 24,2 người/km².